# Gasenried
Gasenried (toponimo tedesco) è una frazione del comune svizzero di Sankt Niklaus, nel Canton Vallese (distretto di Visp). Già comune autonomo, nel 1870 è stato accorpato al comune di Sankt Niklaus.